# 다카기촌 (와카야마현)
다카기촌(高城村)은 와카야마현 히다카군에 있던 촌이다. 현재의 미나베정 중부에 해당한다.

## 역사
- 1889년 4월 1일 - 정촌제 시행에 의해 8촌의 구역을 가지고 성립하였다.
- 1954년 12월 1일 - 가미미나베촌, 기요카와촌과 합병해 미나베가와촌이 성립하여, 동일 다카기촌은 폐지되었다.

## 참고문헌
- 角川日本地名大辞典 30 和歌山県